# 南ともか
南 ともか（みなみ ともか、1989年3月11日 - ）は、日本の元AV女優。元アリュール所属。

## 人物・来歴
- 出身地：静岡県
- 身長：160cm、スリーサイズ：B86(D)・W56・H85
- 趣味：お菓子作り、料理、着付け
- チャームポイント：くびれ
- 好きな男性のタイプ：ソフトマッチョで優しい人
- 好きな食べ物：甘いもの
- 経験人数：1人（デビュー作での発言）
- 初体験は17歳のとき

## 略歴
- 2009年11月『純真』で宇宙企画よりAVデビュー。
- 2010年10月 エスワンに移籍。

## 出演作品

### アダルトビデオ
- 純真（2009年11月16日 宇宙企画）
- 初めての経験…（2009年12月18日 宇宙企画）
- アナル解禁!! ともかとデートしようよ（2010年1月15日 宇宙企画）
- 24時間（2010年2月19日 宇宙企画）
- いろんなとこでエッチしようよ（2010年3月19日 宇宙企画）
- 生中出し解禁!! ともかにいっぱい出して（2010年4月23日 宇宙企画）
- 猥褻MAX（2010年5月21日 宇宙企画）
- 潮吹きVenus（2010年6月25日 宇宙企画）
- 堕天使X（2010年7月23日 宇宙企画）
- エスワン解禁（2010年10月7日 エスワン）
- 覚醒アクメ 未経験の絶頂 （2010年11月7日 エスワン）
- 完全調教 M奴隷（2010年12月7日 エスワン）
- 輪姦女教師（2011年1月7日 エスワン）
- 快楽に溺れた極上ボディ（2011年2月7日 エスワン）
- 夫の目の前で犯された若妻（2011年3月7日 エスワン）
- 南ともか×マジックミラー号 彼女が通う大学の前にMM号を停めて友達の前で超羞恥SEX.（2011年5月7日、SODクリエイト）
- 宇宙企画で復活!即引退! 中出し10連発 南ともか引退作FINAL（2011年6月24日、宇宙企画）

## 書籍

### 写真集
- 純真-TOMOKA（2009年12月2日、双葉社、撮影：野澤亘伸）ISBN 978-4575301847